# جنبه خوب پائولینا
جنبۀ خوب پائولینا (ایتالیایی: Buona parte di Paolina) یک فیلم کمدی سکسی سبک ایتالیایی به کارگردانی نلو روساتی است که در سال ۱۹۷۳ منتشر شد.

## گزیدهٔ بازیگران
- آنتونیا سانتیلی در نقش پائولینا بناپارت
- مارینا برتی در نقش مادام شامبادوآن
- کلودیو گورا در نقش مارکانتونیو بورگزه
- اتوره مانی
- الیو پاندولفی در نقش آنتونیو کانووا
- کِـکو دورانته
- اومبرتو راهو در نقش کاردینال ژوزف فش
- پی‌یرو ویدا
- فیورنتزو فیورنتینی
- روسانا دی لورنتسو
- انتسو لیبرتی
- ارنستو کولی
- تیبریو مورجا
- رناتو پینچیرولی